# لیباردا پاز
لیباردا پاز (انگلیسی: Librada Paz؛ زادهٔ) کنشگری اهل مکزیک است. فعال حقوق بشر که در سان خوان میکستپک، هوستلاواکا، اوآخاکا، مکزیک بزرگ شد.

## فعالیت
در ۱۵ سالگی، لاپاز و خواهر بزرگ‌تر او از طریق بیابان سونورا در صحرای آریزونا آمریکا عبور کردند و سپس به اوهایو رفتند تا به یکی از برادران خود که محصول گوجه فرنگی برداشت می‌کرد ملحق شوند. به مدت چند سال، لاپاز به عنوان یک کارگر مهاجر کار کرد، در آن زمان او چندین بار مورد سوءاستفاده جنسی قرار گرفت. بعدها به برادرانش گفت که می‌خواهد به تحصیل بپردازد و آن‌ها نیز موافقت کردند تا خرج تحصیل او را بپردازند. پاز در سال ۱۹۹۸ مدرک تحصیلی خود را در رشته مهندسی مکانیک گرفت و در سال ۱۹۹۸ به یک شهروند آمریکایی تبدیل شد. او همچنین به لابی‌گری حقوق کشاورزان در ایالت نیویورک پرداخت. بعدها در شورای مهاجران روستایی در گروه ناسازگار که برای بهبود زندگی کارگران مهاجر کار می‌کردند خدمت کرد.
وی همچنین برندهٔ جوایزی همچون جایزه حقوق بشر رابرت اف. کندی شده‌است.